# Isolatie (verpleging)

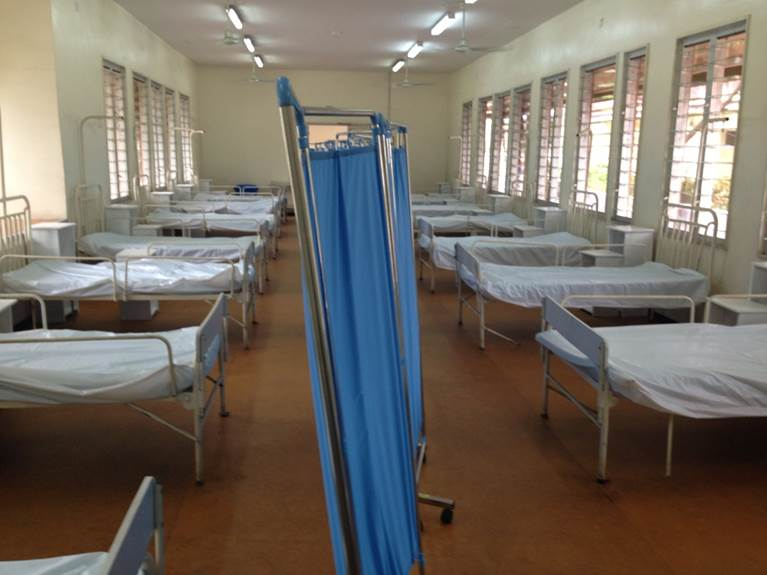
Een isolatiezaal in Lagos, Nigeria tijdens de ebola-uitbraak in 2014

Isolatie betekent in de verpleging dat iemand die ziek is wordt afgezonderd om te voorkomen dat andere patiënten worden besmet, of dat de patiënt wordt besmet door anderen (bijvoorbeeld bij immuungecompromitteerde patiënten). Het verschil met mensen die in quarantaine gaan is dat zij mogelijk niet ziek zijn en in afzondering blijven tot die kans uitgesloten is.
Er worden een zestal vormen van isolatie onderscheiden: contactisolatie, druppelisolatie, aerogene isolatie, strikte isolatie, universele isolatie en beschermende isolatie.
Voor contactisolatie en druppelisolatie wordt gebruik gemaakt van eenpersoonskamers, voor de andere vormen wordt gebruik gemaakt van isolatiekamers.
In ziekenhuizen bevinden zich voor dit doel speciale kamers of afdelingen. Tijdens de coronapandemie worden stations voor intensieve zorg (intensive care) voorafgegaan door een sluis met onderdruk. Door de hogere druk in de patiëntenkamer stroomt de lucht in de kamer naar de sluis, waar de lucht wordt weggezogen en via filters het ziekenhuis verlaat.

## Geschiedenis
Het fenomeen isolatie bestaat al eeuwen, zo werd het op grote schaal uitgevoerd tijdens de Zwarte dood-epidemie, om te voorkomen dat er via havens een nieuwe golf van besmetting over zou springen. Rond het midden van de negentiende eeuw begonnen er ziekenhuizen te ontstaan, welke gericht waren op de behandeling van patiënten met besmettelijke ziektes. De architectuur van ziekenhuizen speciaal ontworpen voor de behandeling van besmettelijke ziekten en isolatie ziekenhuizen waren in wezen een bouwactiviteit vanaf de negentiende eeuw. In deze tijd kwam er namelijk een algemeen bewustzijn voor de voordelen van het isoleren van patiënten met besmettelijke ziekten.
Over de plaatsing van isolatieruimtes binnen deze ziekenhuizen werd bewust nagedacht.  Zo werd het palviljoenstelsel geïntroduceerd. Bij dit stelsel bestond het gebouw uit losstaande afdelingen in plaats van één groot gebouw. De open ruimte hiertussen bestond vaak uit een perk met lage begroeiing, waardoor er een optimale lucht af- en aanvoer ontstond. Met als doel het schadelijke effect van de ziekte te verminderen door isolatie en de circulatie van frisse lucht.
Het isoleren van patiënten blijkt inmiddels effectief tegen de overdraging van ziektes. De isolatie ziekenhuizen van de negentiende en twintigste eeuw werden onnodig door de introductie van penicilline en vaccinaties.